# Butley, Cheshire
Butley var en civil parish från 1866 till 1936 då den blev en del av Prestbury och Bollington, i grevskapet Cheshire, i England. Civil parish var belägen 4 km från Macclesfield och hade 554 invånare år 1931. Byn nämndes i Domedagsboken (Domesday Book) år 1086, och kallades då Bote/Butelege.